# Mikleuška
Mikleuška falu Horvátországban, Sziszek-Monoszló megyében. Közigazgatásilag Kutenyához tartozik.

## Fekvése
Sziszek városától légvonalban 28, közúton 35 km-re keletre, községközpontjától  légvonalban 9, közúton 13 km-re északnyugatra, a Monoszlói-hegység szőlőültetvényekkel és erdővel borított déli lejtőin, az azonos nevű patak partján fekszik.

## Története
Mikleuška területe az itt feltárt régészeti leletek alapján már ősidők óta lakott. A falutól 1 km-re északra a Monoszlói-hegység déli lejtőin kiemelkedő platón egy történelem előtti település egy részét tárták fel. A település a neolitikumtól az ókor kezdetéig folyamatosan lakott volt. A leletek a vučedoli kultúra jellegzetességeit viselik magukon, de rajtuk kívül számos bronzkori cserép is előkerült. A Monoszlói-hegység Dugačko brdo nevű magaslata alatt, a Kamenjača-patak szorosának egyik nehezen megközelíthető részén találhatók a 13. században épített, Szűz Mária tiszteletére szentelt pálos kolostor maradványai. A kolostort 1295-től említik és 1351-ig a csázmai káptalantól több kiváltságban részesült. A kolostor templomába számos korabeli nevezetes nemesi család tagja temetkezett, akik szintén elhalmozták adományaikkal. Az épületegyüttes a korabeli források szerint még 1571-ben is állt. Valószínűleg nem sokkal később elpusztította a török, mert ezután már nem említik.
A falu 1773-ban az első katonai felmérés térképén „Dorf Miklauska” néven szerepel. A településnek 1857-ben 572, 1910-ben 791 lakosa volt. Belovár-Kőrös vármegye Krizsi, majd Kutenyai járásához tartozott. 1918-ban az új szerb-horvát-szlovén állam, majd később Jugoszlávia része lett. A II. világháború idején a Független Horvát Állam része volt. A háború után a béke időszaka köszöntött a településre, enyhült a szegénység és sok ember talált munkát a közeli városokban. A délszláv háború előestéjén lakosságának 77%-a szerb, 14%-a horvát nemzetiségű volt. 1991. június 25-én a független Horvátország része lett. A településnek 2011-ben 140 lakosa volt.

## Népesség
| Lakosság változása | Lakosság változása | Lakosság változása | Lakosság változása | Lakosság változása | Lakosság változása | Lakosság változása | Lakosság változása | Lakosság változása | Lakosság változása | Lakosság változása | Lakosság változása | Lakosság változása | Lakosság változása | Lakosság változása | Lakosság változása |
| ------------------ | ------------------ | ------------------ | ------------------ | ------------------ | ------------------ | ------------------ | ------------------ | ------------------ | ------------------ | ------------------ | ------------------ | ------------------ | ------------------ | ------------------ | ------------------ |
| 1857               | 1869               | 1880               | 1890               | 1900               | 1910               | 1921               | 1931               | 1948               | 1953               | 1961               | 1971               | 1981               | 1991               | 2001               | 2011               |
| 572                | 584                | 602                | 673                | 778                | 791                | 910                | 762                | 741                | 666                | 642                | 355                | 295                | 223                | 155                | 140                |

(1961-ig a szomszédos Ciglenica lakosságát is ide számították.)

## Nevezetességei
- A falutól 1 km-re északra a Monoszlói-hegység déli lejtőin található a Gradina Marić régészeti lelőhely.[4] A Kamenjača-patak északnyugati oldalán emelkedő erdővel benőtt platón egy történelem előtti település középső részét tárták fel. A feltárások 1964 és 1990 között történtek és arra az eredményre vezettek, hogy az itteni település a neolitikumtól az ókor kezdetéig folyamatosan lakott volt. A legértékesebb leleteket a szakemberek a vučedoli kultúrának tulajdonították, mely központ területéről nyugati irányban idáig is elért. A lelőhelyen félig földbeásott házak nyomait, a települést övező védelmi rendszer részeit és számos cseréptöredéket találtak. Ezek a vučedoli kultúra jellegzetességeit viselik magukon, de rajtuk kívül számos bronzkori cserép is előkerült. Sajnos a leletek egy része a közeli kőbánya művelésének esett áldozatul.
- A Monoszlói-hegység Dugačko brdo nevű magaslata alatt, a Kamenjača-patak szorosának egyik nehezen megközelíthető részén találhatók a Szűz Mária tiszteletére szentelt pálos kolostor maradványai.[5] A kolostort a 13. század közepén alapították. Temploma egyhajós épület volt hosszúkás, négyszögletes hajóval és négyzet alaprajzú, sokszögzáródású szentéllyel. A régészeti leletek alapján keresztboltozatos mennyezete volt. A nyugati oldalon talált kapuzat megmaradt részei késő gótikus stílusra utalnak. Az épület a legrégibb pálos kolostor volt a térségben.